# Lutz Dombrowski
Lutz Dombrowski (Zwickau, 25 juni 1959) is een voormalige Duitse atleet, die gespecialiseerd was in het verspringen. Dombrowski was de beste verspringer die Oost-Duitsland voortgebracht heeft. Hij werd olympisch kampioen, Europees kampioen en meervoudig Duits kampioen in deze discipline. Ook heeft hij het Duitse record in handen.

## Loopbaan
Nadat hij in 1979 eerste was geworden bij de Europacup-wedstrijd, won Dombrowski in 1980 een gouden medaille bij het verspringen op de door de Verenigde Staten geboycotte Olympische Spelen van Moskou. Met een beste poging en Duits record van 8,54 m versloeg hij zijn landgenoot Frank Paschek (zilver; 8,21) en de Rus Valeriy Podluzhniy (brons; 8,18). In die tijd was dit de op een na beste sprong in de sportgeschiedenis achter Bob Beamons wereldrecord van 8,90, gesprongen in 1968. Op de Europese kampioenschappen van 1982 in Athene veroverde hij de Europese titel door 8,41 te springen.
In zijn actieve tijd was Lutz Dombrowski aangesloten bij de SC Karl-Marx-Stadt. Van beroep is hij een gediplomeerd sportleraar en werkt bij het Stadtsportverband in Schwäbisch Gmünd. Op 10 april 2003 werd hij in de Duitse "Hall-of-Fame" opgenomen.
Dombrowski's dochter Susann is een getalenteerd sprintster en verspringster. Ze traint bij LAC Erdgas Chemnitz.

## Titels
- Olympisch kampioen verspringen - 1980
- Europees kampioen verspringen - 1982
- Oost-Duits kampioen verspringen - 1979, 1984
- Oost-Duits indoorkampioen verspringen - 1980

## Persoonlijk record
| Onderdeel   | Prestatie   | Datum        | Plaats |
| ----------- | ----------- | ------------ | ------ |
| verspringen | 8,54 m (NR) | 28 juli 1980 | Moskou |

## Palmares

### Verspringen
- 1979:  Europacup - 8,31 m
- 1979:  Wereldbeker - 8,27 m
- 1980:  OS - 8,54 m
- 1982:  EK - 8,41 m (wind)

1896: Ellery Clark ·
1900: Alvin Kraenzlein ·
1904: Meyer Prinstein ·
1908: Frank Irons ·
1912: Albert Gutterson ·
1920: William Petersson ·
1924: William DeHart Hubbard ·
1928: Ed Hamm ·
1932: Ed Gordon ·
1936: Jesse Owens ·
1948: Willie Steele ·
1952: Jerome Biffle ·
1956: Greg Bell ·
1960: Ralph Boston ·
1964: Lynn Davies ·
1968: Bob Beamon ·
1972: Randy Williams ·
1976: Arnie Robinson ·
1980: Lutz Dombrowski ·
1984: Carl Lewis ·
1988: Carl Lewis ·
1992: Carl Lewis ·
1996: Carl Lewis ·
2000: Iván Pedroso ·
2004: Dwight Phillips ·
2008: Irving Saladino ·
2012: Greg Rutherford ·
2016: Jeff Henderson ·
2020: Miltiadis Tentoglou ·
2024: Miltiadis Tentoglou
- Gemeinsame Normdatei: 1284720950
- World Athletics: 14346367
- Union List of Artist Names: 500184075
- Virtual International Authority File: 5685168048999138410009